# Cymothales theresae
Cymothales theresae là một loài côn trùng trong họ Myrmeleontidae thuộc bộ Neuroptera. Loài này được Lacroix miêu tả năm 1926.